# Athetis stellatella
Athetis stellatella är en fjärilsart som beskrevs av Embrik Strand 1921. Athetis stellatella ingår i släktet Athetis och familjen nattflyn. Inga underarter finns listade i Catalogue of Life.